# Núria Villazán Martín
Núria Villazán Martín (Barcelona, 1968) és una guionista i directora de cinema espanyola, reconeguda pel documental Mones com la Becky que coescribió i va codirigir amb Joaquim Jordà el 1999.

## Trajectòria
Va estudiar Filosofia a la Universitat de Barcelona. Simultàniament va cursar l'especialitat en Realització a l'IORTV (Institut Oficial de Ràdio i Televisió espanyola). El 1995 es va graduar en l'especialitat de Guió a l'Escola Internacional de Cinema i Televisió de San Antonio de los Baños (Cuba). En 1996 comença a treballar com script de cinema i televisió, labor que contínua exercint en l'actualitat. El seu primer treball com script va ser en la pel·lícula dirigida per Joaquín Jordá Un cos al bosc (1996), on es va iniciar una col·laboració amb el director que la portaria a coescriure Cuarteto ―un projecte no realitzat a dirigir per Jordi Cadena en 1998― i basat la novel·la curta del mateix títol de Manolo Vázquez Montalbán i codirigir el seu primer documental Mones com la Becky el 1999. En la col·laboració amb Joaquín Jordá també destaquen els guions de la mini-sèrie per a TV3 Andorra, entre el torb i la Gestapo dirigida per Lluís M. Güell i el llargmetratge Carmen, dirigit per Vicente Aranda. En 2002 va dirigir el llargmetratge Machín, toda una vida.
A partir d'aquest moment es va especialitzar com a guionista de cinema i televisió en pel·lícules com Un novio para Yasmina (coescrita amb Irene Cardona, 2008), Jacques Leonard, el payo Chac (2011), La por (coescrita amb Jordi Cadena i Casanovas a partir de la novel·la de Lolita Bosch, 2013) o Juan Marsé: érase una vez en Barcelona (coescrit amb Carlos Zanón, 2009). A més va treballar com script en altres pel·lícules com Inconscientes (2003), Tapas (2005), Eloïse (2008), Elisa K. (2009), Ahora o Nunca (2014), Vulcania (2015), Barcelona nit d'hivern (2015) o Incerta glòria (2016), Telefilms como La dona de gel (2003), Ens veiem demà (2009), 13 dies d'octubre (2015) i sèries com Abuela de verano (2005), Carta a Eva (2013), Em dic Manel! (2016) o Sé quién eres (2017).
Mones com la Becky és la seva pel·lícula més coneguda fins avui. Va ser estrenada el 19 de novembre de 1999 i va recaptar 35.928,96 euros. En la seva crítica publicada en la revista Variety en 2000, Jonathan Holland destacava aquest documental com "una memorable exploració de la vida i l'obra de l'home de la medicina (António Egas Moniz) que va posar de moda la lobotomia".

## Premis
- Premi de la crítica a la millor pel·lícula al Festival Internacional de Cinema Fantàstic de Sitges de 1999 per Mones com la Becky, codirigit amb Joaquim Jorda.[7]
- Premi al millor documental en el Festival de Cinema Independent de Roma de 2003 per Machín, toda una vida.
- Nominació al Premi Gaudí per millor guió per La por (Jordi Cadena Casanovas, 2013).[8]